# Glenmore (Band)
Glenmore war eine von 1982 bis 1999 bestehende deutsche Heavy-Metal-Band aus Horb am Neckar.

## Geschichte
Jürgen Volk, Wolfgang Heuchert und Dietrich Vogt gründeten 1982 eine Schülerband, die später in Glenmore überging. 1990 komplettierten Markus Ratheiser und Olaf Adami die Band. Zu fünft erschien 1991 das erste Demo. Das zweite, kurz darauf erschienene Demo erregte die Aufmerksamkeit des Plattenlabels Polydor und verschaffte Glenmore einen Plattenvertrag. Bevor die Band endgültig bei Polydor unterschrieb, spielte sie bereits im Vorprogramm von Bands wie Helloween, Sinner und Uriah Heep.
1993 erschien das Debütalbum Materialized. Im Anschluss an die Veröffentlichung tourte Glenmore mit Manfred Mann und Saga.
Nachdem Schlagzeuger Vogt aufgrund mehrerer Hörstürze 1994 die Band verlassen hatte, übernahm Jörg Michael – der zuvor schon für Bands wie Stratovarius, Running Wild, Grave Digger oder Rage spielte – die Studioaufnahmen für das zweite Album. Rock Hard nannte das 1994 erschienene Album For the Sake of Truth „sicherlich eine der besten deutschen Platten im Bereich des melodischen Heavyrocks“.
Kurz darauf stieg Michael Kasper als neuer fester Schlagzeuger ein. 1996 wurde ein weiteres Demo mit dem Namen Sacred Mission aufgenommen und Glenmore spielte beim ersten Bang-Your-Head-Festival. Im selben Jahr verließ mit Gitarrist Heuchert das zweite Gründungsmitglied Glenmore. An seiner Stelle spielte nun Running Wild-Gitarrist Thilo Hermann. Kurz darauf verließen auch Adami und Kasper die Band. Ihre Plätze nahmen Danny Löble (Schlagzeug) und Rüdiger Fleck (Gitarre) ein.
Im Herbst 1997 begann Glenmore mit ersten Demoaufnahmen für ein für 1998 geplantes Album. Während der Aufnahmen kehrte Gitarrist Hermann zu seiner alten Band Running Wild zurück.
1999 löste sich Glenmore auf und die verbleibenden Bandmitglieder verteilten sich auf mehrere andere Bands.

## Diskografie

### Demos
- 1991: Demo (Demo)
- 1996: Sacred Mission (Demo)

### Alben
- 1993: Materialized (Polydor)
- 1994: For the Sake of Truth (Polydor)